# Alloa
Alloa [ˈæloʊə] (gälisch: Allmhagh Mòr) ist eine schottische Stadt in der Council Area Clackmannanshire. Sie liegt in den Central Lowlands am Nordufer des Firth of Forth etwa zehn Kilometer östlich von Stirling und 13 km nördlich von Falkirk. Im Jahre 2011 verzeichnete Alloa 20.417 Einwohner. Es ist der Verwaltungssitz von Clackmannanshire.

## Geschichte
Alloa entwickelte sich am Ort einer Furt mit Fähranleger. Als Wehranlage wurde der im Jahre 1497 fertiggestellte Alloa Tower installiert. Nach achtjähriger Restaurierung wurde er rechtzeitig zum 500. Jahrestag der Fertigstellung im Jahre 1997 für das Publikum geöffnet.
Ende des 18. und zu Beginn des 19. Jahrhunderts begann Alloas Aufstieg zu einer bedeutenden Hafenstadt. Dieser setzte positive Impulse für die lokale Industrie. Zu dieser Zeit waren in Alloa Textilindustrie, Sägewerke, Seilereien, Schiffsbauer und Segelmacher angesiedelt. Zudem besaß Alloa überregionale Bekanntheit und Bedeutung für seine Brauereien, den Kohleabbau und die Glasverarbeitung. Nach Ende des Ersten Weltkrieges verlor der Hafen jedoch zunehmend an Bedeutung. Von 1795 bis 1880 war die Stadt mit der Whiskybrennerei Alloa Standort einer überregional bedeutenden Destillerie. Die inzwischen abgerissene Whiskybrennerei Carsebridge in Alloa wurde von 1799 bis 1983 betrieben und gehörte zeitweise zu den weltweit größten Produzenten von Grain Whisky.
Obwohl sich die Bezeichnung Clackmannanshire von der nahegelegenen Stadt Clackmannan ableitet, ist heute Alloa das administrative Zentrum der Grafschaft. Beinahe die Hälfte der Einwohner von Clackmannanshire leben dort.

## Persönlichkeiten
- David Allan (1744–1796), Maler
- Dorothy Geddes (1936–1998), Medizinerin und Hochschullehrerin
- Andrew Hardie, Baron Hardie (* 1946), Richter

## Verkehr
Die A91 verläuft direkt nördlich von Alloa und schließt die Stadt an das Fernstraßennetz an. Im Jahre 1850 wurde Alloa an das Eisenbahnnetz angeschlossen. Der Bahnhof wurde von verschiedenen Linien bedient, der Stirling and Dunfermline Railway, der Kincardine Line, beide von der North British Railway betrieben, sowie der Alloa Railway, betrieben von der Caledonian Railway. Im Oktober 1968 wurde die Station jedoch aufgelassen. 40 Jahre später wurde der Bahnhof 2008 wieder in Betrieb genommen und wird heute von der Croy Line der First ScotRail regelmäßig angefahren.

## Sport
Mit dem Alloa Athletic F.C. gibt es in Alloa einen professionellen Fußballverein, der ehemals in der obersten schottischen Liga spielte. Die Heimspiele werden im Recreation Park ausgetragen. Außerdem sind in Alloa ein Sportzentrum und ein Golfplatz zu finden.

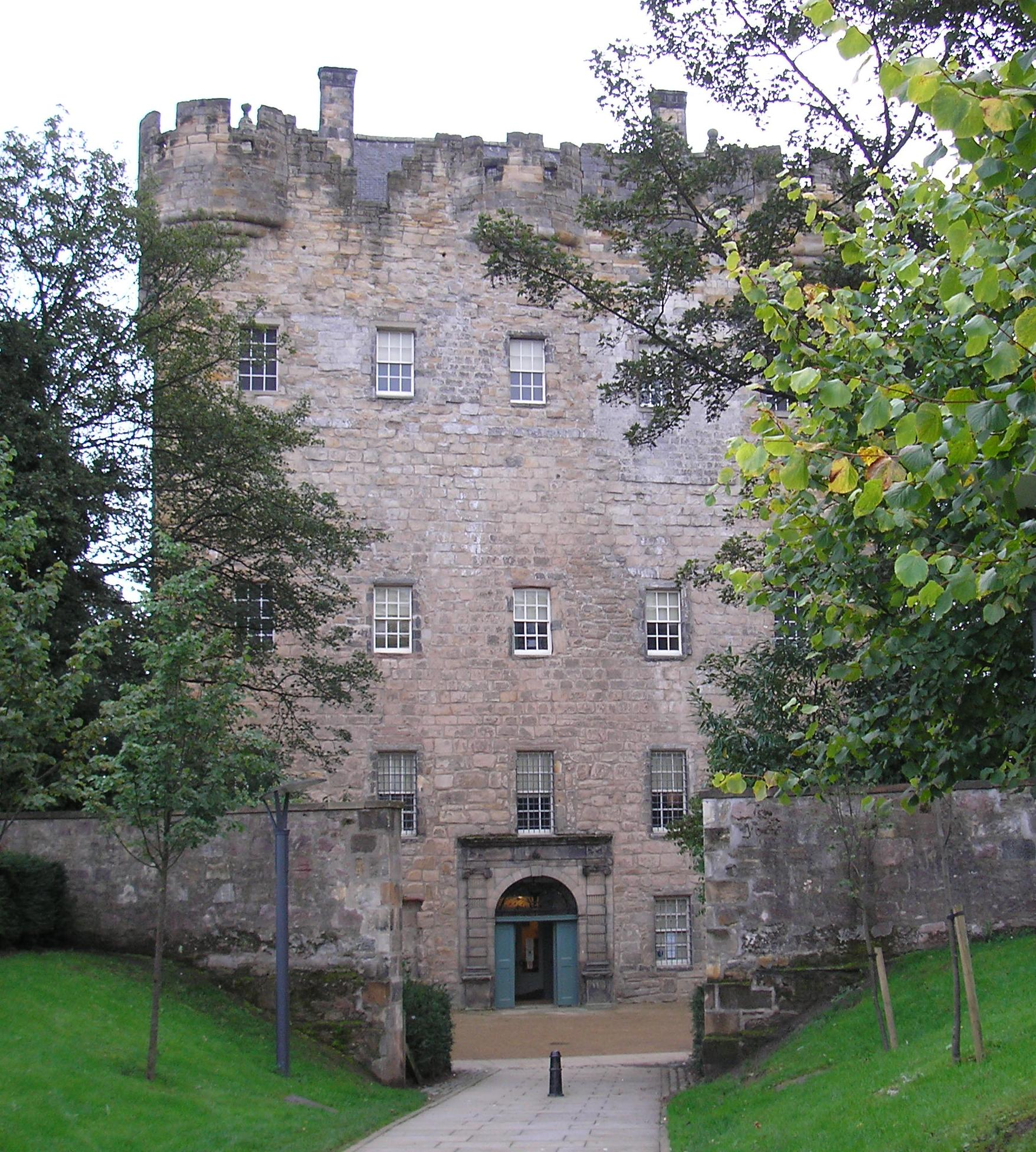
Alloa Tower
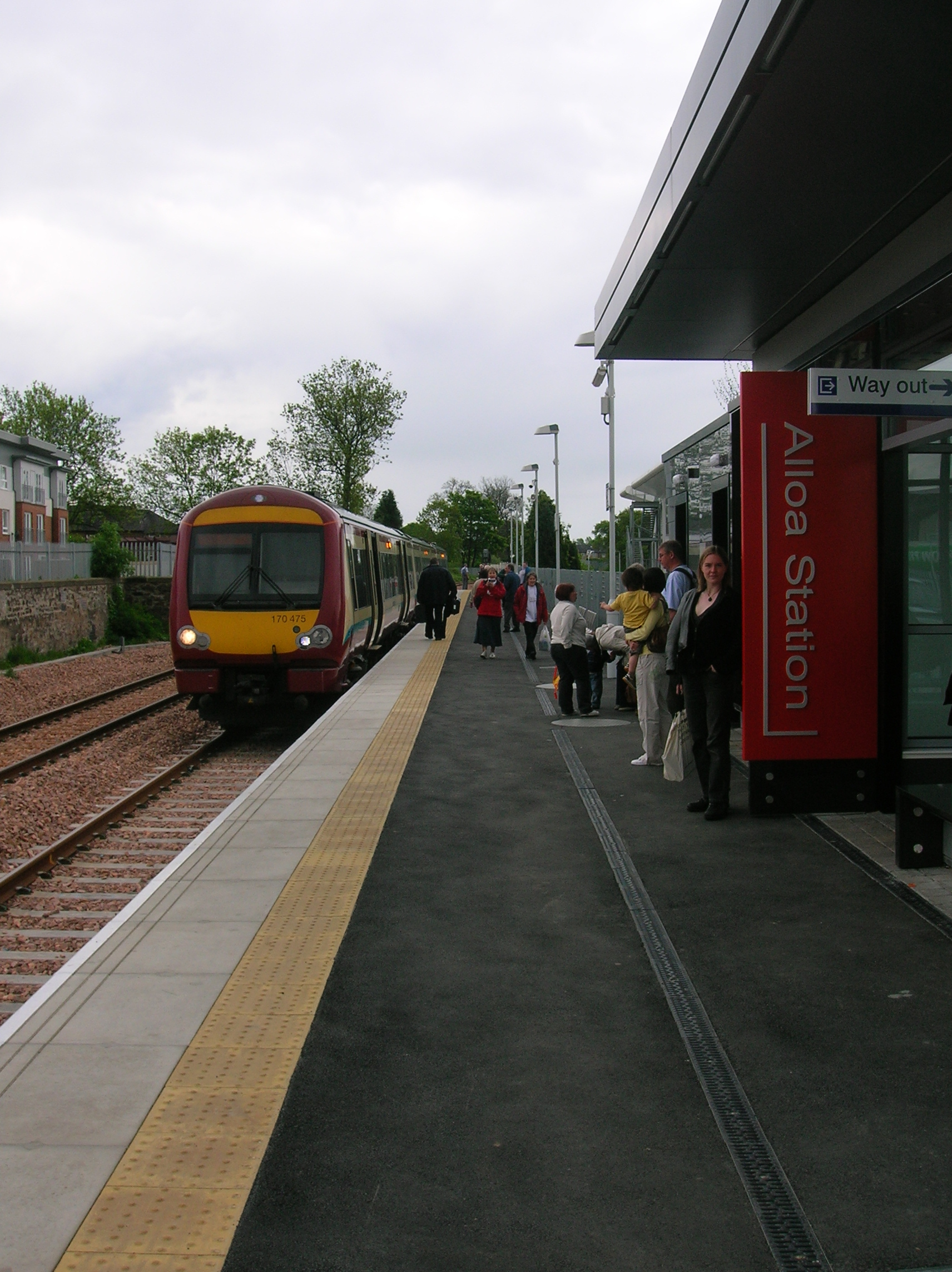
Bahnhof von Alloa
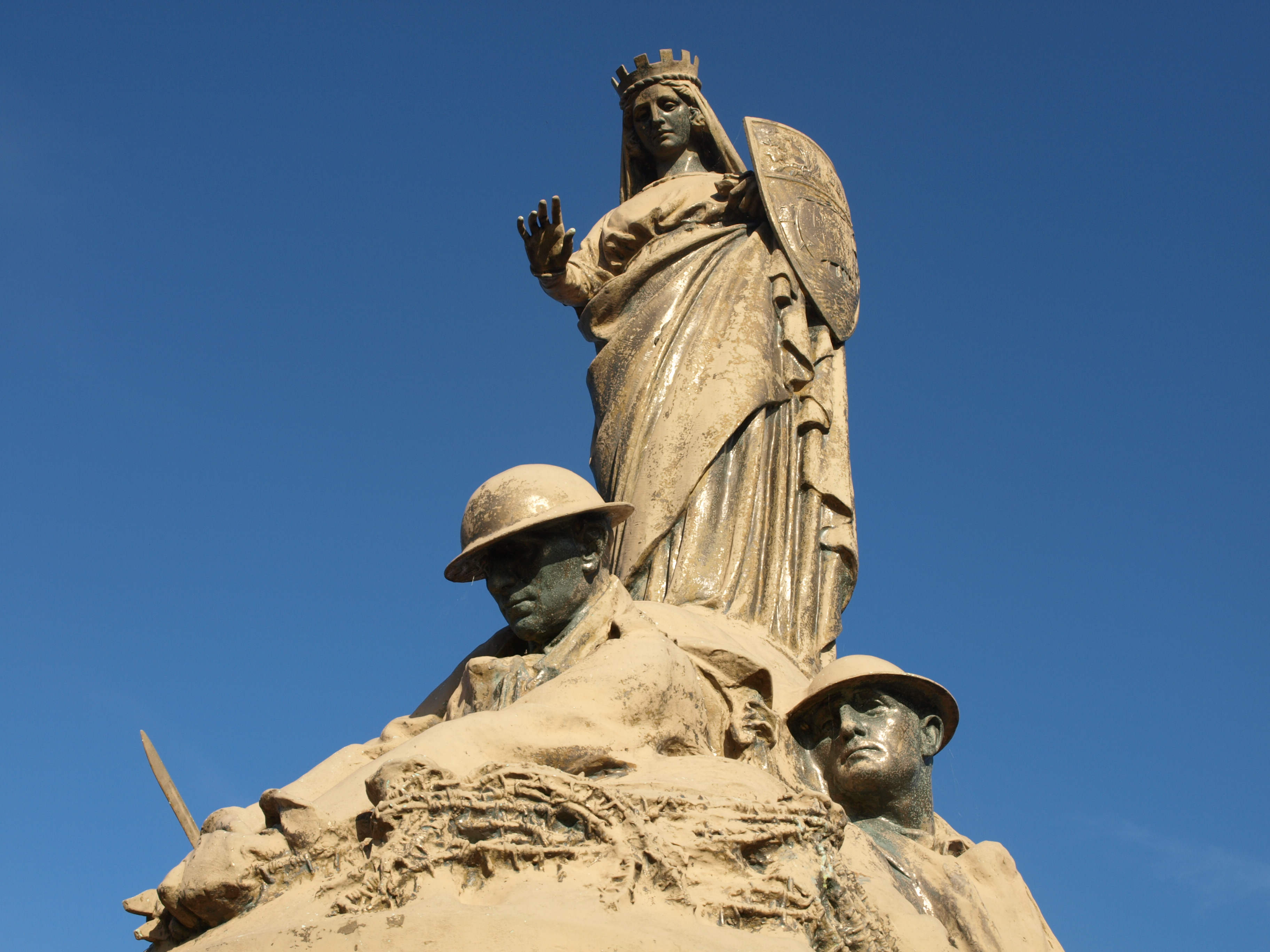
Kriegerdenkmal in Alloa